# Chiesa del Sacro Cuore di Gesù a Villa Lante

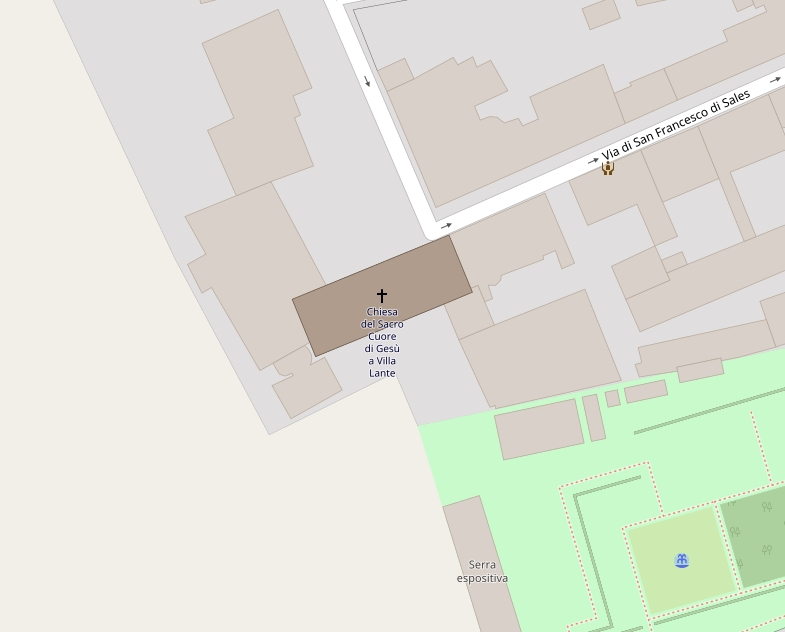
Localizzazione della Chiesa.

La chiesa del Sacro Cuore di Gesù a Villa Lante è una chiesa di Roma, nel rione Trastevere, in via San Francesco di Sales, 18, all'interno di Villa Lante.

## Storia
Fu la prima chiesa costruita a Roma e dedicata al Sacro Cuore di Gesù. Essa fu eretta nel 1843 dall'architetto Gerolamo Vantaggi: per la sua costruzione egli non volle ricevere nessun onorario, ma ottenne che in perpetuo si pregasse e si celebrassero messe in suffragio della sua anima. La chiesa fu edificata per la Società del Sacro Cuore di Gesù, fondata da santa Madeleine-Sophie Barat, ed ora è sede, con l'edificio annesso, della loro curia provinciale a Roma.
La chiesa fu il primo edificio neogotico costruito nella città di Roma; tale primato è talora erroneamente attribuito alla chiesa di Sant'Alfonso all'Esquilino, risalente al 1855-59 e opera dell'architetto scozzese George Wigley. L'interno conserva opere di Pietro Gagliardi (1809-1890).